# Pourriture noble

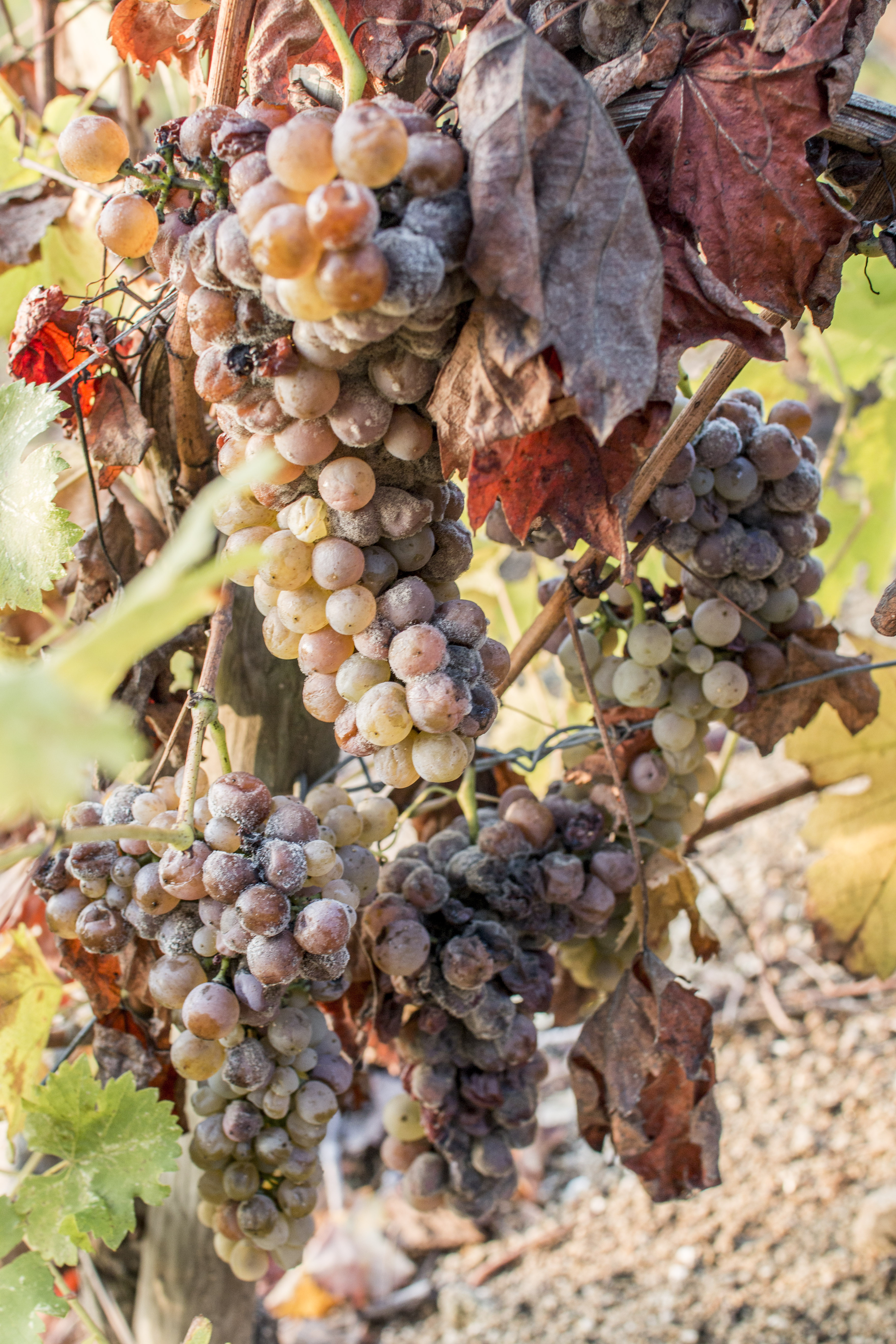
Pourriture noble sur un cep de viognier.

La pourriture noble est un champignon, Botrytis cinerea, qui se développe sur les baies de raisin dans certaines conditions d’humidité et d’ensoleillement, permettant la production de vins de raisins surmûris.
Ce champignon peut, dans d’autres conditions climatiques, être appelé pourriture grise, endommageant alors la récolte.

## Développement

### Conditions favorables
Le champignon Botrytis cinerea peut être présent dès la floraison de la vigne, sur les grappes. Il faut maîtriser son développement de juin à août, afin de ne pas mettre en péril prématurément la formation du raisin, tout en gardant son potentiel de développement jusqu’à la récolte. Certains viticulteurs abhorrent de ce fait toute pulvérisation de produits antifongiques. Seuls les travaux en vert (ébourgeonnage, effeuillage, ...) permettent de contrôler son développement trop précoce, qui ne sera souhaité que quand les baies auront atteint une maturité suffisante.
Pour produire des raisins botrytisés, l'humidité matinale des mois d'octobre et de novembre est indispensable : favorisant le développement de ce champignon, elle doit être suivie d'un temps sec durant la journée pour faciliter l'évaporation de l'eau. La présence d'une rivière proche du vignoble peut permettre le développement de la pourriture noble. Dans le Sauternais, c'est le Ciron qui joue ce rôle.

### Métabolismes deBotrytis cinerea
Le champignon se nourrit de l’eau du raisin et a pour effet de concentrer le sucre à l'intérieur des baies. Les micro-perforations de Botrytis cinerea sur la baie, en perçant la pellicule, favorisent également l’évaporation de l’eau de la baie. Cela se fait par l'action des enzymes fongiques sur les parois cellulaires. L'étanchéité de la pellicule n’est plus performante.
Une autre possibilité est que la vigne ait subi des attaques du ver de la grappe, qui perfore également la pellicule et favorise l'évaporation de l’eau. L'intégrité des baies devant cependant être préservée, sinon il y a un risque d'attaque par d'autres micro-organismes. La teneur en sucre peut passer de 220 g/L (teneur classique à maturité) à plus de 350 g/L.
La peau des baies surmûries botrytisées devient violacée et leur pulpe se concentre en sucre pour confire la baie. La vigne se défend contre ce champignon en produisant des tanins, qui auront une influence sur le goût du vin. L'altération de ces composés phénoliques se fait par la laccase (p-diphénol oxydoréductase) produite par le champignon, l'oxydation de différents composés (quercétine, acide caféique) en dérivés donnant la couleur dorée caractéristique de ces vins. Même si la couleur des vins blancs issus de pourriture noble ne dépend qu'en partie du potentiel phénolique, les dérivés de l'acide coumarique (hydroxycinnamique) sont susceptibles de provoquer le brunissement du vin en présence de laccase. La laccase est produite par Botrytis cinerea en début de prolifération, mais s'arrête lorsque la concentration en sucre des baies est trop importante, ce qui limite son impact en vinification.

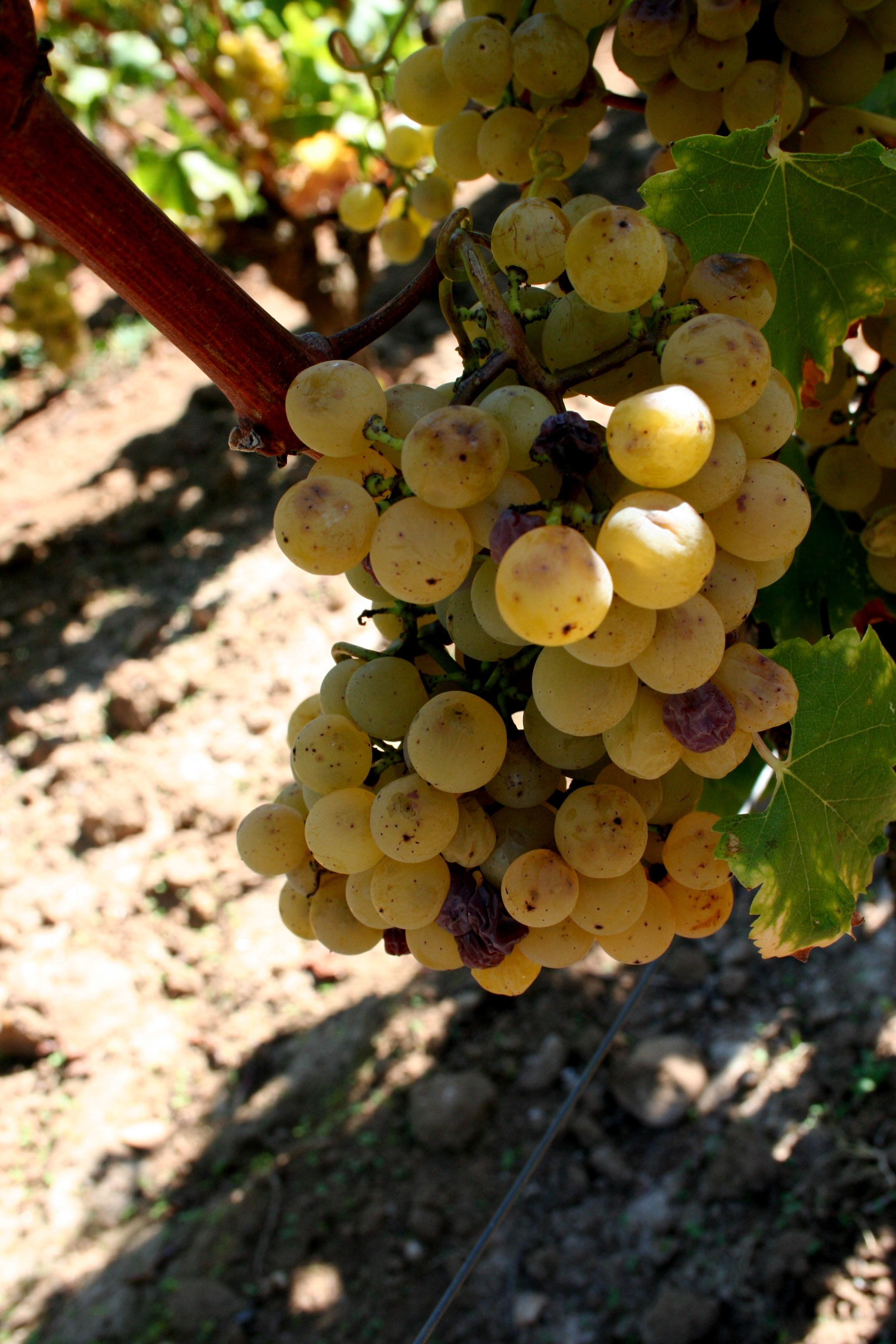
Grappe de sémillon à peine touchée (septembre), à Barsac, dans le Sauternais.
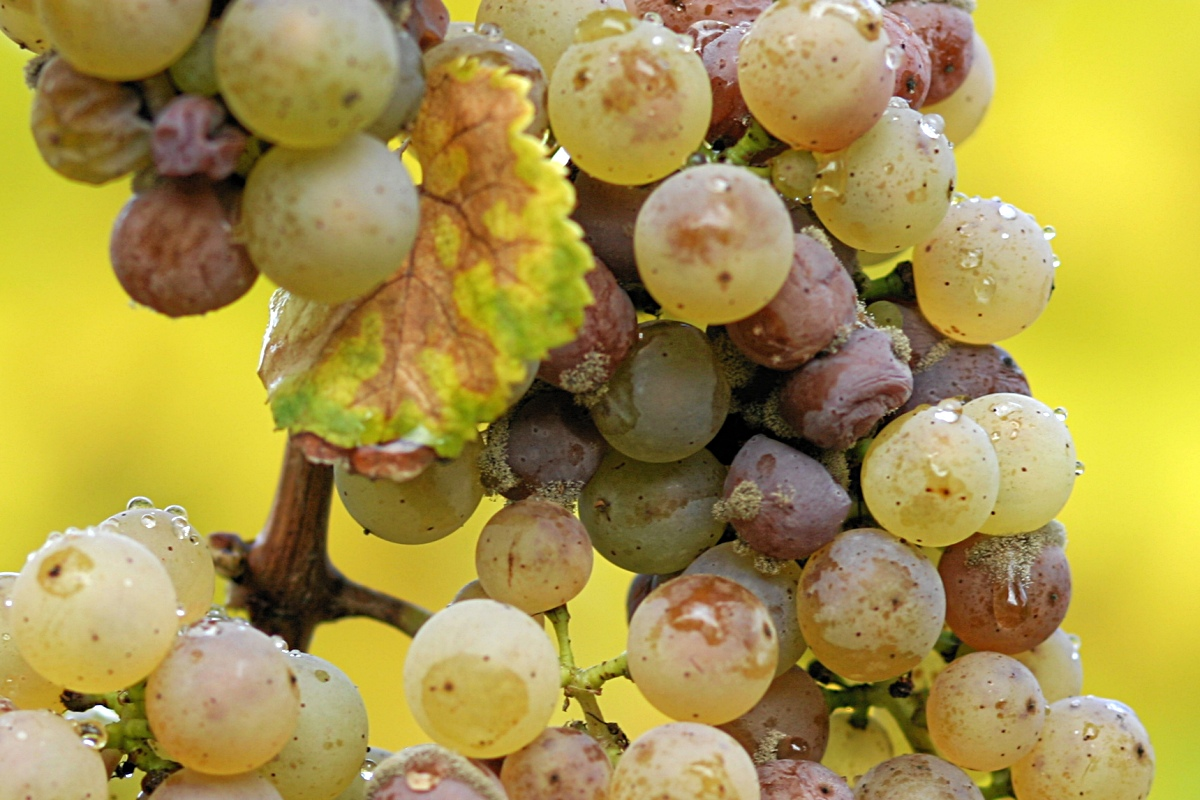
Pourriture noble sur du riesling (octobre), dans le Rheingau.
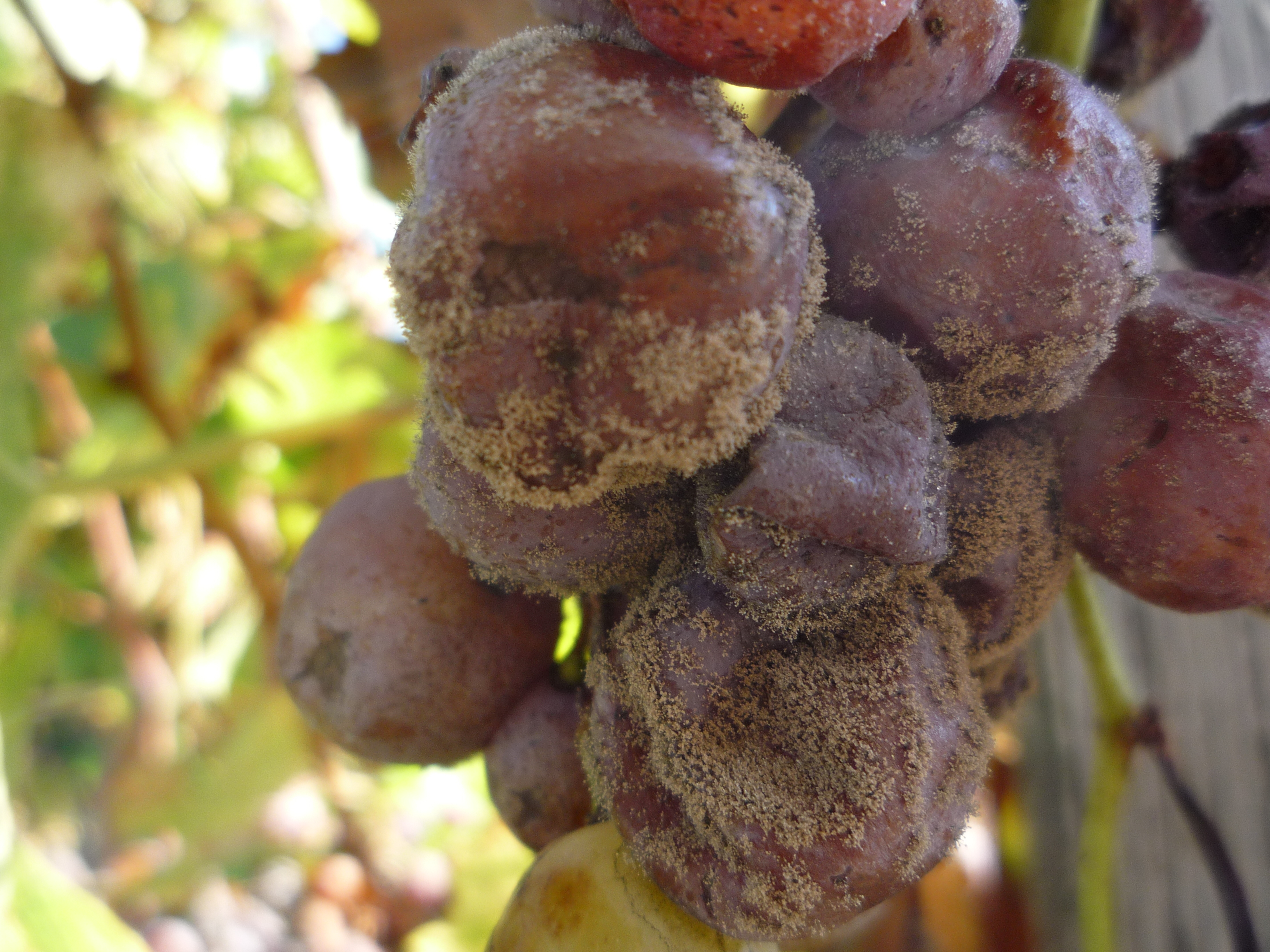
Pourriture noble sur du sémillon (octobre), à Bommes, dans le Sauternais.
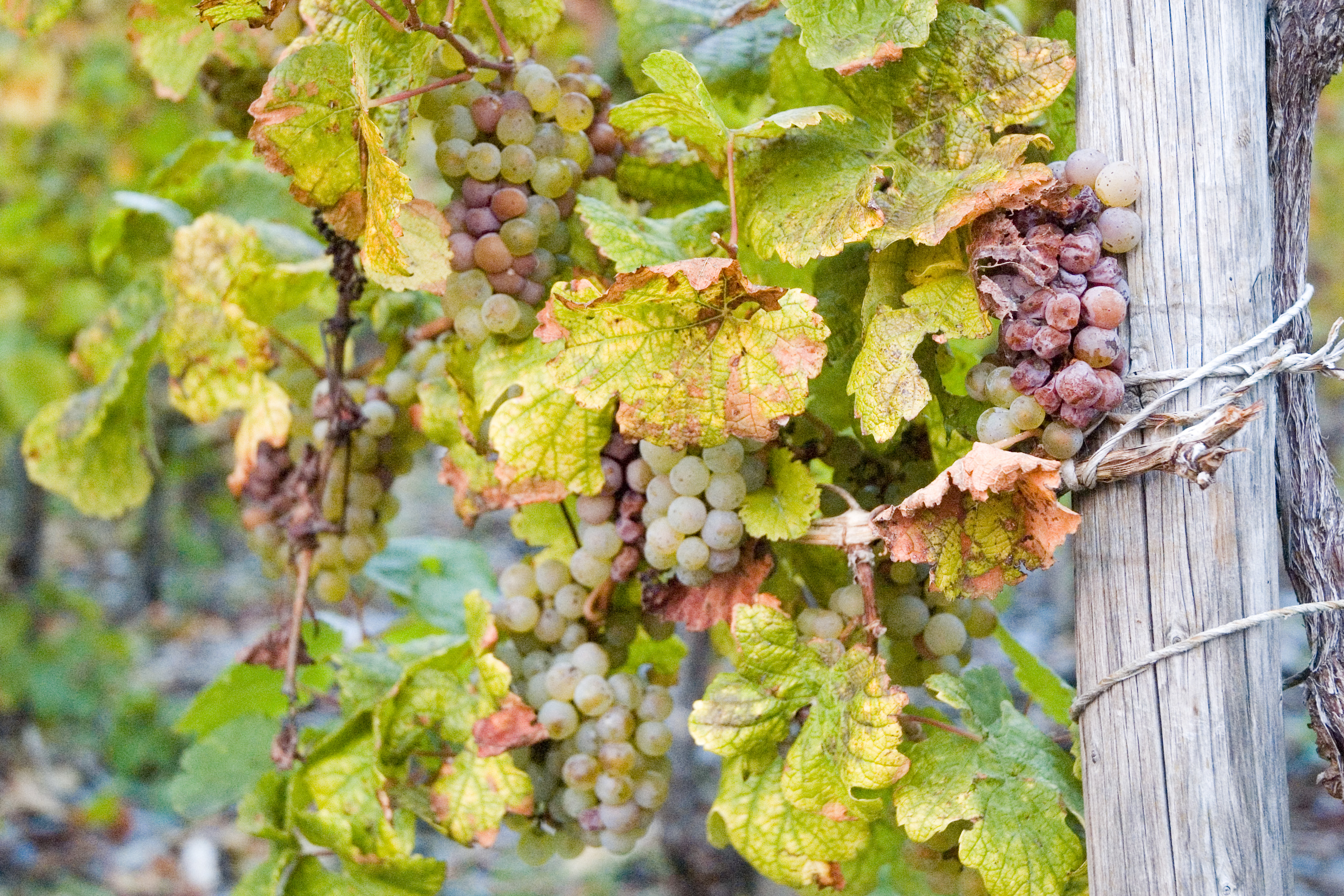
Grappes de riesling atteintes (octobre), à Bernkastel-Kues, dans la Moselle allemande.
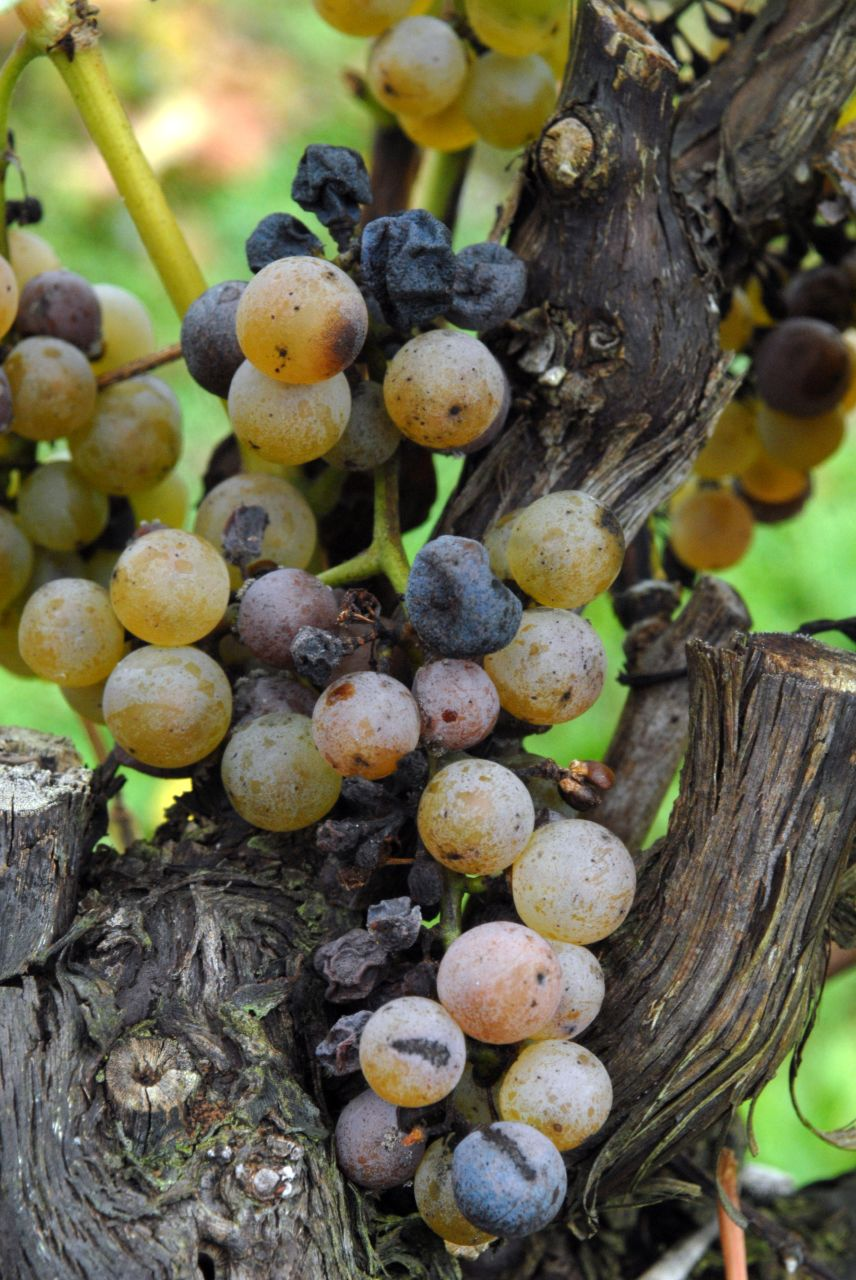
Grappe de petit manseng en surmaturité (novembre), près de Jurançon, dans le Sud-Ouest.

## Vendange
La vendange s'effectue plus tardivement, le temps de laisser le Botrytis cinerea se développer sur les raisins. La vendange peut s'effectuer en plusieurs fois, à plusieurs jours ou semaines d'intervalle, si seulement une partie des raisins est atteinte. On parle alors de tries successives de vendange.

## Vinification
Lorsque l’eau s'évapore, les sucres restent emprisonnés dans la baie, la concentration du jus en sucres sera donc plus importante. Lors de la vinification, le titre alcoométrique volumique potentiel (TAVP) sera alors plus important. La fermentation peut alors être stoppée lorsque l’équilibre entre la teneur en sucres résiduels souhaitée est atteinte, et le titre alcoométrique volumique (TAV) souhaité, est atteint.
Le champignon produit également des enzymes tels que la laccase et la tyrosinase qui ne sont pas souhaitées dans le moût, ce dernier peut alors être traité au préalable de la vinification. Cependant, sur raisins blancs issus de vendanges nobles, cet impact n'est pas aussi marqué.
Une fermentation de vendange atteinte de pourriture noble est plus difficile à conduire, le fort taux de sucre rend compliqué le travail des levures.
Botrytis cinerea a également des conséquences sur les arômes du vin, un nez typique « botrytisé », avec des arômes de champignon et de raisin confit.

## Exemples de vins botrytisés
S'il est possible de produire théoriquement ces vins dans tous les vignobles, certains en produisent chaque année, bénéficiant parfois même d'une AOC spécifique.
- le Trockenbeerenauslese en Allemagne ;
- le tokay en Hongrie ;
- le sauternes, le barsac, le cérons, le loupiac, le sainte-croix-du-mont et le cadillac dans le Bordelais ;
- le monbazillac, le jurançon dans le Sud-Ouest ;
- le coteaux-du-layon, le coteaux-de-l'aubance, le bonnezeaux, le quarts-de-chaume en Anjou ;
- les vins de sélections de grains nobles en Alsace ;
- le chignin-bergeron « vendanges des premières neiges » (Savoie).